# المفالسة
قرية المفالسة أو نجع المفالسة هي إحدى القرى التابعة لمركز إدفو في محافظة أسوان في جمهورية مصر العربية.